# 5月16日 (旧暦)
旧暦5月16日は、旧暦5月の16日目である。六曜は友引である。

## できごと
- 霊亀2年（ユリウス暦716年6月10日） - 東国の高句麗人1799人を武蔵に移し高麗郡を設置
- 元亀2年（ユリウス暦1571年6月8日） - 織田信長が伊勢長島一向一揆の拠点・願証寺を攻撃。氏家直元ら多くの戦死者を出し敗退
- 寛政4年（グレゴリオ暦1792年7月4日） - 林子平の著書『海国兵談』が発禁。子平は禁錮に
- 慶應4年（グレゴリオ暦1868年7月5日） - 『中外新聞』が上野戦争の戦況を『別段中外新聞』として報道。日本初の号外

## 誕生日
- 寛文6年（グレゴリオ暦1666年6月18日） - 間部詮房、越後村上藩初代藩主、側用人（+ 1720年）
- 延享元年（グレゴリオ暦1744年6月26日） - 水野忠鼎、第2代唐津藩主（+ 1818年）

## 忌日
- 天正3年（ユリウス暦1575年6月24日） - 鳥居強右衛門、武士（* 1540年）
- 元和9年（グレゴリオ暦1623年6月13日） - 本因坊算砂、囲碁棋士・初代本因坊（* 1559年）
- 文化4年（グレゴリオ暦1807年6月21日） - 皆川淇園、儒学者（* 1734年）